# Nacka landskommun
Nacka landskommun var en tidigare kommun i Svartlösa härad i Stockholms län.

## Administrativ historik
Kommunen bildades 1888  efter kungligt brev från 12 september 1884 genom sammanslagning av Sicklaö landskommun och det område som motsvarade Nacka-Erstaviks kapellförsamling. Detta senare område verkar aldrig fullt ut bildat landskommuner vid kommunreformen 1862 och motsvarande jordebokssockstillhörigheter  utbröts ur Brännkyrka socken först vid bildandet.  Nacka och Erstaviksområdet hade vid förberedelserna inför kommunreformen 1862 anmodats bilda två kommuner och förslag till två kommunalstämmor uppgjordes i möte 29 december 1862. Några protokoll från konstituerande eller andra möten har dock inte återfunnits varför det formella existensen av kommunalstämmor kan ifrågasättas och därmed kommunernas existens. Invånarna kom också att 20 mars 1868 hos Kungl Maj:t begära den sammanläggning av församlingarna med Sicklaö som sedan beslutades 24 januari 1873, där genomförandet villkorades av att kyrkoherde Hammarstedts avgång (i Danviks hospital och Sicklaö församling), vilket skedde med hans död 10 januari 1887.   I protokoll från Brännkyrka kommun 
1883 omnämns deltagande från personer från Nacka och Erstavik. I befolkningsstatistik redovisas området som Nacka och Erstaviks kapell det enda området som inte anges som kommun. I andra dokument omtalas de dock som två kommuner. 
Namnet på den nybildade kommunen blev Nacka efter Nacka kapellförsamling, trots att den största delen av befolkningen fanns i Sicklaö, där också den nya gemensamma kyrkan byggdes.
1909 utbröts Saltsjöbadens köping.
1930 överfördes Hammarby och delar av Sickla och Henriksdal från Nacka till Stockholms stad.
Landskommunen ombildades 1949 till Nacka stad som 1971 utvidgades och blev Nacka kommun.

## Politik

### Mandatfördelning i valen 1938-1946
| 19 | 2 | 3 | 6 |

| 24 | 6 |

| 2 | 21 | 5 | 7 |

| 26 | 9 |

| 7 | 17 | 5 | 6 |

| 27 | 8 |